# Kolivany (Novoszibirszki terület)
Kolivany (oroszul: Колывань) városi jellegű település Oroszország ázsiai részén, a Novoszibirszki területen, a Kolivanyi járás székhelye. Eredetileg neve: Csausszk, (1713–1822).
Népessége: 11 842 fő (a 2010. évi népszámláláskor).

## Elhelyezkedése
Novoszibirszktől 45 km-re északnyugatra, az Ob egyik kis mellékfolyója, a Csausz kiemelkedő partján helyezkedik el. A folyón túli kb. 7 km széles sávot az Ob vízenyős, mocsaras ártere foglalja el, melynek nagy részét tavaszonként víz borítja.

## Története
1713-ban a Csausz folyó partján, a torkolattól néhány kilométerre orosz cölöpvárat (osztrog) létesítettek, mellette kisebb település keletkezett. A várat soha nem érte támadás, védelmi szerepe hamarosan megszűnt, építményei elkorhadtak. A 18. század végén azonban a település élete felélénkült, mert közelében vezetett az akkor kialakított Moszkva–Szibéria postaútvonal (szibiszrszkij trakt).
1796-ban elnevezését Kolivanyra változtatták. Az 1822-ben bevezetett reform alapján Szibériában új közigazgatási beosztást és új intézményi rendszert hoztak létre, és a csausszki osztrog-ból hivatalosan "Kolivany város" lett. A várost azonban egyre inkább sújtották az árvizek, ezért 1844-től kezdve fokozatosan mai helyére telepítették át; az átköltöztetés lényegében 1859-re befejeződött. 
A településen át vezetett a szibériai postaút, és – sok más szibériai városhoz hasonlóan – Kolivanyban is állomáshelyet, börtönt alakítottak ki a száműzetésre ítélt foglyok menetei számára
Kedvező fekvésének köszönhetően a város gyarapodásnak indult. Első kőépületét, a katedrálist 1861-ben kezdték építeni és 1867-ben szentelték fel. Második kőtemplomát húsz évvel később, 1887-ben Alekszandr Nyevszkij emlékére szentelték fel. A város akkor élte virágkorát: számos kis üzeme működött, iparos- és viszonylag tehetős kereskedői rétege alakult ki. Sorra emelkedtek a főutcán a kereskedők téglaépítésű családi házai – alsó szintjükön üzlettel –, melyek közül néhány jelenleg is látható. Az épületek legnagyobb része azonban többé vagy kevésbé gazdagon dekorált (faragott) faházakból állt.
A város fejlődését azonban megakasztotta és visszavetette, hogy hamarosan távol került a nyugat–keleti tranzitútvonaltól: a Transzszibériai vasútvonalat és az Ob hídját 50 km-re délebbre, Novonyikolajevszknél (a mai Novoszibirszknél) építették meg. Az 1897-ben megindult vasúti közlekedés következtében Novoszibirszk gyors fejlődésnek indult, Kolivany lakosságának, vállalkozói rétegének egy részét pedig magához szippantotta. 1925-ben a települést visszaminősítették falusi településsé, bár járási székhellyé nyilvánították. 1964-ben kapott városi jellegű település címet.

## Templomai
A katedrálisban 1932-ben tűz ütött ki, amit hamar eloltottak ugyan, de a templom bezárt. Később kupoláját, harangtornyát lebontották, értékeit Novoszibirszkbe szállították, és a csonka  épületet különféle polgári célokra használták. Újjáépítése a 2010-es években kezdődött, 2017-ben is folyamatban volt.
Az Alekszandr Nyevszkij-templom bezárását 1934-ben rendelték el, az 1940-es években újra engedélyezték működését. 1965-ben ismét bezáratták, három évvel később kupoláit lebontották, majd berendezését apránként széthordták. 1976-ban azonban a megmaradt épületet műemlékké nyilvánították, helyiségeiben múzeumot készültek berendezni. 1989-ben visszaadták az egyháznak, és a felújított épület 1992-ben az akkor alapított azonos nevű női kolostor temploma lett. A 24 x 44 m alapterületű, kéttornyú templom eklektikus stílusban épült, 27 m magas harangtornya messziről látszik.